# Alexander-von-Humboldt-Schule Lauterbach
Die Alexander-von-Humboldt-Schule ist ein Gymnasium des Vogelsbergkreises in Lauterbach, das Schüler mit Beginn der Klasse 5 aufnimmt und in acht Jahren (früher in neun Jahren) zur allgemeinen Hochschulreife (Abitur) führt.

## Schule und Gebäude
Namensstifter ist der deutsche Naturforscher Alexander von Humboldt.
Bereits für das Jahr 1801 ist für Lauterbach eine „lateinische Schule“ belegt. Fürs Jahr 1902 ist die Schulprogrammschrift einer „Höheren Bürgerschule“ verzeichnet.
Der 1902 fertiggestellte Neubau (Haus B) auf dem ehemaligen Friedhof der Stadt wurde ebenso wie Haus A, das ehemalige Reichsbankgebäude, in die Liste der Kulturdenkmäler in Hessen aufgenommen.

## Partnerschulen
- Australien: Berwick Secondary College in Berwick
- England: Wood Green High School in Wednesbury
- Tschechien: Gymnazium Frantiska Krizika in Pilsen
- Volksrepublik China: Xiangshan No. 3 High School in Ningbo im Kreis Xiangshan

## Bekannte ehemalige Schüler
- Klaus Böger – Politiker (SPD)
- Jennifer Gießler – Politikerin (CDU)
- Peter Andreas Grünberg – Physiker
- Volker Jung – Theologe
- Carsten Kühl – Politiker (CDU)
- Andreas Peichl – Wirtschaftswissenschaftler
- Michael Ruhl – Politiker (CDU)
- Sibylle Katharina Sorg – deutsche Diplomatin
- Maximilian Ziegler – Politiker (SPD)